# Inga Linna
Inga Maaria Linna (* 21. Februar 1995 in Hausjärvi) ist eine finnische Hammerwerferin.

## Sportliche Laufbahn
Erste internationale Erfahrungen sammelte Inga Linna 2014 bei den Juniorenweltmeisterschaften in Eugene, bei denen sie mit 56,38 m in der Qualifikation ausschied. Im Jahr darauf erreichte sie bei den U23-Europameisterschaften in Tallinn das Finale und belegte dort mit einer Weite von 60,73 m den zwölften Platz. 2016 nahm sie erstmals an den Europameisterschaften in Amsterdam teil, erreichte dort aber mit 66,53 m nicht das Finale. 2017 schied sie bei den U23-Europameisterschaften in Bydgoszcz mit 60,57 m in der Qualifikation aus, wie auch bei den Europameisterschaften in Berlin 2018 mit 65,46 m. 2019 wurde sie bei der Sommer-Universiade in Neapel mit 63,80 m Sechste.
2015 und 2016 wurde Linna finnische Meisterin im Hammerwurf.